# 京都経営者協会
一般社団法人京都経営者協会（きょうとけいえいしゃきょうかい、Kyoto Employers' Association）は、京都府の経営者団体。労働関係を主な事業とする。
1946年3月に経営者59人により京都工業協会として設立され、1948年4月に京都経営者協会に改称した。京都経済4団体（京都商工会議所、京都経済同友会、京都工業会）のひとつ。全国組織として日本経営者団体連盟（日経連）と統合した日本経済団体連合会がある。

## 歴代会長
1948年4月までの京都工業協会の役職名は委員長。
- 鈴木庸輔 （島津製作所） - 1946年3月～1964年4月
- 森下弘 （日本新薬） - 1964年4月～1972年5月
- 圓城佳逸 （第一工業製薬） - 1972年5月～1976年5月
- 森本猛 （大同マルタ染工） - 1976年5月～1980年5月
- 坂田基重 （日本電池） - 1980年5月～1982年3月
- 大宮隆 （宝酒造） - 1982年5月～1993年5月
- 小松新 （日新電機） - 1993年5月～2002年5月
- 大宮久 （宝ホールディングス） - 2002年5月～2008年5月
- 位髙光司 （日新電機） - 2008年5月～2012年5月
- 武田一平 （ニチコン） - 2012年5月～2014年5月
- 安藤孝夫 （三洋化成工業） - 2014年5月～2018年5月
- 小畑英明 （日新電機） - 2018年5月～2022年5月[4]
- 前川重信 （日本新薬） - 2022年5月～[5]